# Август Вільгельм Прусський (1722—1758)
Принц Август Вільгельм Прусський (нім. August Wilhelm Prinz von Preußen 9 серпня 1722, Берлін — 12 червня 1758, Оранієнбург) — пруський генерал, молодший брат Фрідріха ІІ Великого.

## Біографія

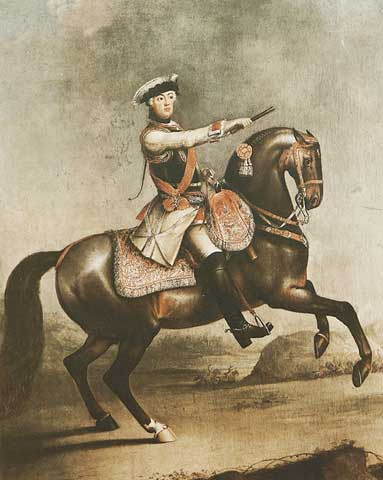
Август Вільгельм Прусський

Був одинадцятою дитиною в сім'ї короля Пруссії Фрідріха Вільгельма I і його дружини Софії Доротеї Ганноверської. У 1744 році Август Вільгельм отримав титул принца прусського і став спадкоємцем прусського престолу, який займав його рідний брат, бездітний Фрідріх II. Цей титул, прирівняний до титулу кронпринца, носили також згодом його син Фрідріх Вільгельм II.
Брав участь у війні за австрійську спадщину в чині генерала та відзначився в битві біля Гогенфрідберга.Брав участь в Сілезьких війнах. Після Колінської битви не виправдав очікувань брата і впав у немилість.

## Шлюб
Август Вільгельм одружився 6 січня 1742 з Луїзою Амалією Брауншвейг-Вольфенбюттельською. На весілля брат подарував Августу Вільгельму палац Оранієнбург. Хоча у Августа Вільгельма і Луїзи Амалії народилося четверо дітей, шлюб не був щасливим і в 1758 році Август Вільгельм просив у короля право на розлучення з дружиною, щоб укласти морганатичний шлюб з фрейліною матері, графинею Софією фон Панвіц. Це ще сильніше ускладнило відносини між братами.

## Родина
Дружина — Луїза Амалія Брауншвейг-Вольфенбюттельська
Діти:
- Фрідріх Вільгельм (1744—1797) — король Пруссії
- Фрідріх Генріх Карл (1747—1767)
- Вільгельміна Прусська (1751—1820) — була одружена з Вільгельмом V Оранським
- Георг Карл Еміль (1758—1759)